# Santiago Barboza
Santiago Barboza, vollständiger Name Ángel Santiago Barboza Manzzi, (* 3. Oktober 1989 in Rocha) ist ein uruguayischer Fußballspieler.

## Karriere
Der 1,80 Meter große Offensivakteur Barboza stand in der Apertura 2008 und der Clausura 2009 im Kader des südosturuguayischen Zweitligisten Rocha FC. In der Spielzeit 2012/13 bestritt er vier Ligaspiele (kein Tor) für den uruguayischen Erstligisten Cerro Largo FC. Zudem wurde er zweimal in der Copa Sudamericana aufgestellt und erzielte dabei einen Treffer. Im Januar 2013 wechselte er zum Zweitligisten Club Atlético Atenas. Dort spielte er bis Juli desselben Jahres und zog dann auf Leihbasis weiter zu LDU Loja. Bei den Ecuadorianern kam er elfmal in der Primera A (kein Tor) und in sechs Begegnungen der Copa Sudamericana (ein Tor) zum Einsatz. Zum Jahreswechsel 2013/2014 kehrte er nach Uruguay zum Club Atlético Atenas zurück. Beim Verein aus San Carlos werden in der restlichen Spielzeit 2013/14 zwölf Spiele (sechs Tore) in der Segunda División für ihn geführt. Am Saisonende stieg sein Klub in die höchste uruguayische Spielklasse auf. In der Apertura 2014 wurde er 14-mal in der Primera División eingesetzt und erzielte zehn Tore. Anschließend wechselte er Ende Dezember 2014 nach Chile zu CD Cobreloa. Dort absolvierte er 15 Partien in der Primera División und schoss fünf Tore. Anfang Juli 2015 schloss er sich auf Leihbasis dem uruguayischen Erstligisten Defensor Sporting an. In der Spielzeit 2015/16 bestritt er 16 Ligaspiele (drei Tore) und kam fünfmal (kein Tor) in der Copa Sudamericana 2015 zum Einsatz. Anschließend kehrt er zu Cobreloa zurück. Bei den mittlerweile zweitklassig spielenden Chilenen lief er – jeweils ohne persönlichen Torerfolg – zweimal in der Liga und zweimal in der Copa Chile auf. Mitte Januar 2017 verpflichtete der CD Marathón Barboza. Für die Honduraner kam er bislang (Stand: 15. Juli 2017) in zehn Ligapartien (ein Tor) zum Einsatz.